# Cillán
Cillán ist ein Ort und eine zentralspanische Gemeinde (municipio) mit 79 Einwohnern (Stand: 2024) in der Provinz Ávila in der Autonomen Region Kastilien-León. 

## Lage
Cillán befindet sich in den nördlichen Ausläufern der Sierra de Gredos gut 24 Kilometer westnordwestlich von Ávila in einer Höhe von 1210 m. Das Klima im Winter ist kühl, im Sommer dagegen trotz der Höhenlage durchaus warm; der Regen (ca. 570 mm/Jahr) fällt – mit Ausnahme der nahezu regenlosen Sommermonate – verteilt übers ganze Jahr.

## Bevölkerungsentwicklung
| Jahr      | 1970 | 1981 | 1991 | 2001 | 2011 | 2021 |
| Einwohner | 320  | 196  | 172  | 141  | 116  | 82   |

## Sehenswürdigkeiten

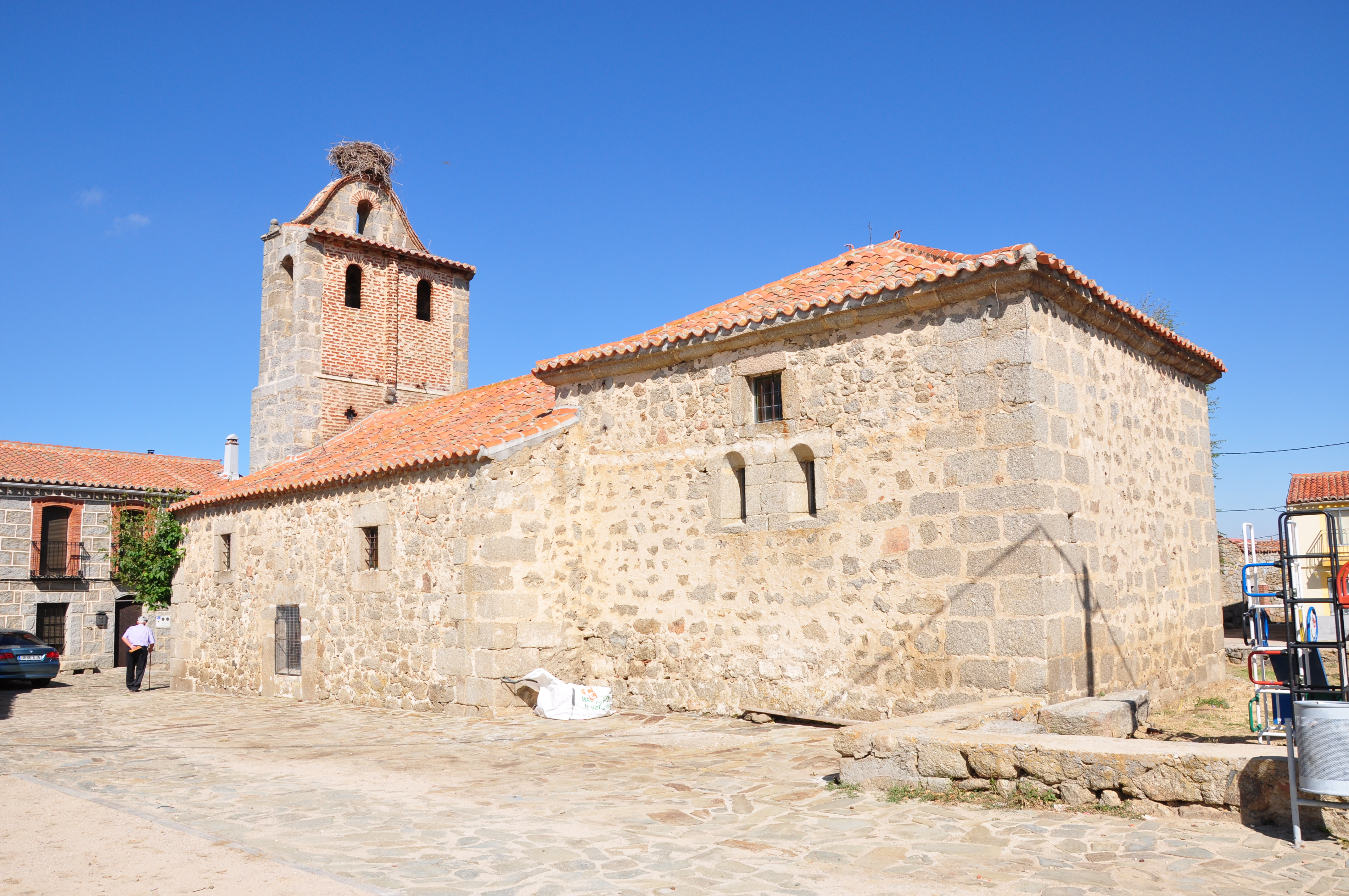
Christopheruskirche

- Christopheruskirche